# Wanda Glacier
Wanda Glacier är en glaciär i Antarktis. Den ligger i Sydshetlandsöarna. Argentina, Chile och Storbritannien gör anspråk på området. Wanda Glacier ligger 87 meter över havet.
Terrängen runt Wanda Glacier är huvudsakligen kuperad, men åt sydväst är den platt. Havet är nära Wanda Glacier åt sydväst. Trakten är glest befolkad. Närmaste befolkade plats är Commandante Ferraz Station, 3,3 kilometer nordväst om Wanda Glacier. 